# Max Rubin
Max Rubin (* unbekannt) ist ein Spielexperte und schrieb ein Standardwerk über das Glücksspiel Comp City: A Guide to Free Gambling Vacations, in dem er Tipps gibt, wie der Spieleinsatz in einem Kasino bei geringem eigenem Risiko optimiert werden kann.
Rubin ist insbesondere ein Spezialist für Black Jack und trat als Analyst im Fernsehen auf, u. a. für die erste Staffel der Game Show Network (GSN), World Series of Blackjack zusammen mit Matt Vasgersian. Er war der Nebenorganisator der Ultimate Blackjack Tour zusammen mit der Nickelodeon Games and Sports for Kids (Nick GAS). Rubin ist einer der zwölf Mitglieder der Blackjack Hall of Fame.
Außerdem arbeitete Rubin als Berater für verschiedene Casinos wie zum Beispiel das Harrahs, die Hilton Casinos und das Mirage Resorts und klärt exklusiv in San Diego im Baron Casino über die neuesten Tricks der Spieler auf, wie diese sich einen Vorteil zu verschaffen gedenken. Dort hat er einen Vertrag unterschrieben, sein Wissen keinem anderen Casino zu offenbaren.

## Werke
- Comp City: A Guide to Free Gambling Vacations; Hunting Press; Las Vegas; 1. Ausgabe 1994, 2. Ausgabe 2001;  ISBN 0-929-712-36-6
- Vorwort von:  Kevin Blackwood: Casino Gambling For Dummies; John Wiley & Sons;  ISBN 0-471-75286-X